# Jüdischer Friedhof (Stommeln)

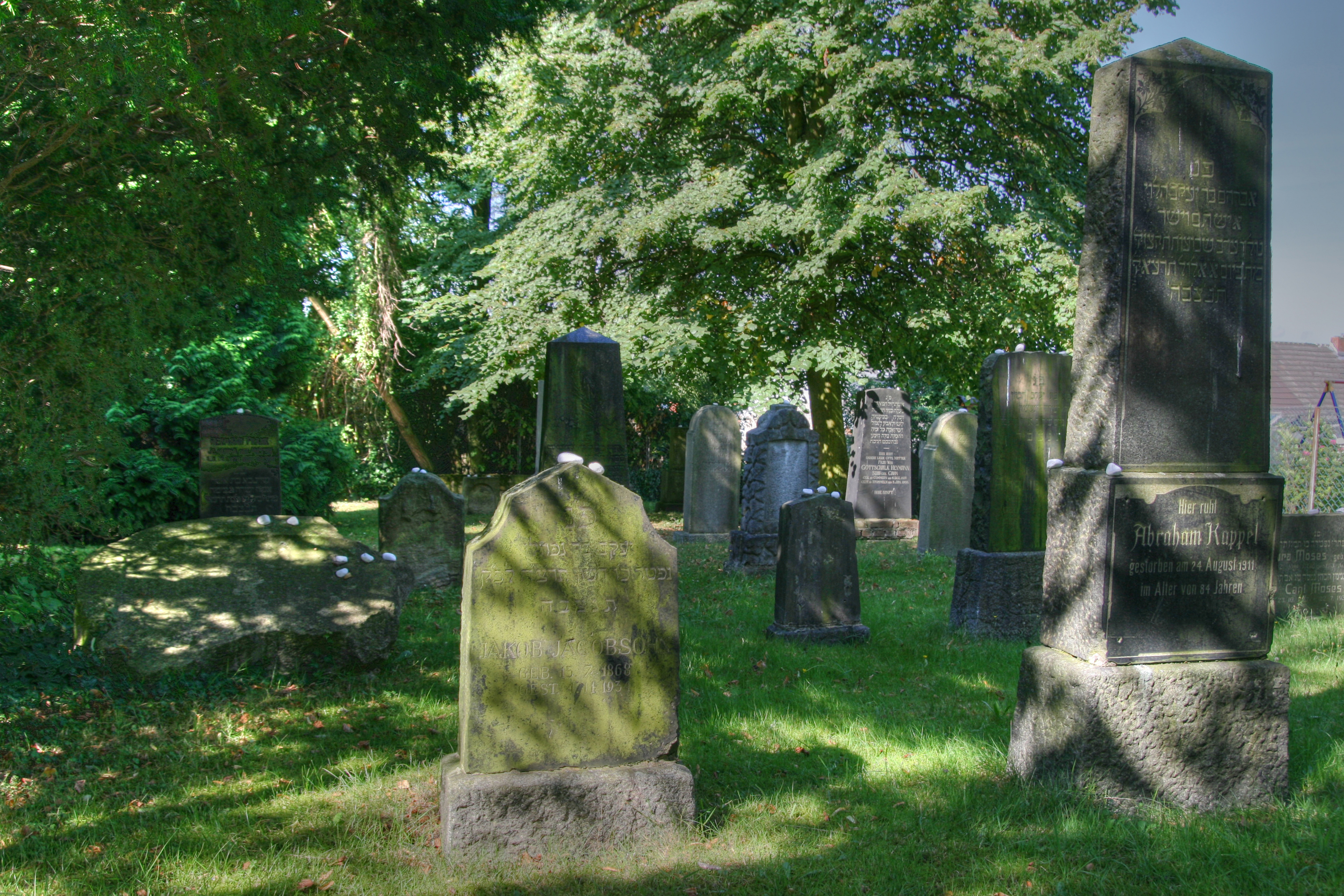
Jüdischer Friedhof in Stommeln

Der Jüdische Friedhof Stommeln ist ein jüdischer Friedhof in Stommeln, einem Stadtteil von Pulheim im Rhein-Erft-Kreis in Nordrhein-Westfalen, der vor 1862 errichtet wurde. Er befindet sich in der Nagelschmiedstraße.

## Geschichte
Der kleine jüdische Friedhof in Stommeln entstand vor 1861, der genaue Zeitpunkt der Errichtung ist nicht mehr bekannt. Die letzte Beisetzung fand 1937 statt. Der Friedhof wurde in der Zeit des Nationalsozialismus verwüstet und 1967 in den heutigen Zustand versetzt.
Heute sind auf dem Friedhof noch 25 Grabsteine erhalten.